# Concordia (México)
Concordia (Sinaloa) é um município do estado de Sinaloa, no México.